# Anacleto: Agente secreto
Anacleto: Agente secreto é um filme espanhol do género comédia de ação, realizado por Javier Ruiz Caldera, e escrito por Pablo Alén, Breixo Corral e Fernando Navarro, com base na banda desenhada homónima de Manuel Vázquez Gallego. Foi protagonizado por Imanol Arias, Quim Gutiérrez, Carlos Areces, Alexandra Jiménez e Rossy de Palma. Estreou-se em Espanha a 4 de setembro, em Portugal a 10 de dezembro, e em Angola a 11 de dezembro de 2015.

## Elenco
- Imanol Arias como Anacleto
- Quim Gutiérrez como Adolfo
- Carlos Areces como Vázquez
- Alexandra Jiménez como Katia
- Rossy de Palma como Mãe
- Emilio Gutiérrez Caba como Chefe
- Berto Romero como Martín
- Silvia Abril como Secretária
- Andreu Buenafuente como Espião 1
- José Corbacho como Espião 2
- Eduardo Gómez como Mac "O Molécula"

## Reconhecimentos
| Prémios e nomeações | Prémios e nomeações          | Prémios e nomeações                       | Prémios e nomeações | Prémios e nomeações | Prémios e nomeações |
| Prémios             | Categorias                   | Destinatários e nomeados                  | Resultado           | Referências         |                     |
| ------------------- | ---------------------------- | ----------------------------------------- | ------------------- | ------------------- | ------------------- |
| 3º Prémios Feroz    | Melhor Filme de Comédia      | Melhor Filme de Comédia                   | Pendente            | [ 4 ]               |                     |
| 3º Prémios Feroz    | Melhor Ator Secundário       | Quim Gutiérrez                            | Pendente            | [ 4 ]               |                     |
| 3º Prémios Feroz    | Melhor Banda Sonora Original | Javier Rodero                             | Pendente            | [ 4 ]               |                     |
| 3º Prémios Feroz    | Melhor Trailer               | Melhor Trailer                            | Pendente            | [ 4 ]               |                     |
| 30º Prémios Goya    | Melhor Som                   | Marc Orts, Oriol Tarragó e Sergio Bürmann | Pendente            | [ 5 ]               |                     |
| 30º Prémios Goya    | Melhores Efeitos Especiais   | Lluís Castells e Lluís Rivera             | Pendente            | [ 5 ]               |                     |